# Grevillea dryophylla
Grevillea dryophylla är en tvåhjärtbladig växtart som beskrevs av N. A. Wakefield. Grevillea dryophylla ingår i släktet Grevillea och familjen Proteaceae. Inga underarter finns listade i Catalogue of Life.